# Tetracanthella alticola
Tetracanthella alticola är en urinsektsart som beskrevs av Louis Deharveng 1987. Tetracanthella alticola ingår i släktet Tetracanthella och familjen Isotomidae. Inga underarter finns listade i Catalogue of Life.